# Tidsaxel över Venezuelas historia
Tidsaxel över Venezuelas historia:

## Från Columbus till år 1800
- 1498: Christofer Columbus upptäcker Venezuela under sin tredje resa till Amerika.
- 1499: Den andra spanska expeditionen, ledd av Alonso de Ojeda, seglade längs norra delen av Sydamerika och ger namnet "Venezuela" till nuvarande Venezuela-bukten på grund av dess uppfattade likhet med Venedig.
- 1502: Ojeda grundar staden Santa Cruz i Guajirahalvön.
- 1522 upprättades de första permanenta spanska bosättningarna i Sydamerika i dagens Venezuela.

## 1800-talet: Venezuela blir självständig stat

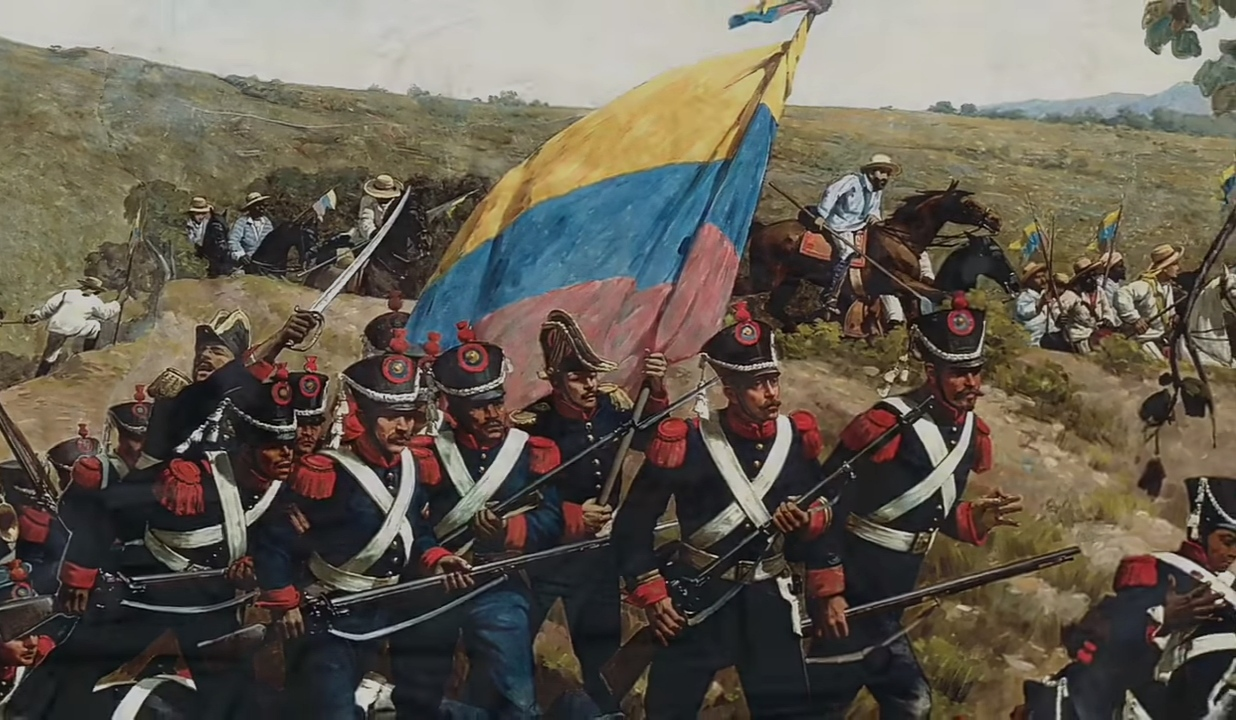
Detalj ur målningen The Battle of Carabobo (1887) av Martín Tovar y Tovar. Målningen illustrerar slaget vid Carabobo under Venezuleanska självständighetskriget.

- 1806: Militären och exil-Venezuelianen Francisco de Miranda finansierar en expedition som landstiger nära Caracas och där proklamerader "Columbiska republiken".[1]
- 1811 inleds Venezuelanska självständighetskriget som kommer att vara till 1823.
- 1812: Caracas drabbas av en förödande jordbävning med 15-20.000 omkomna.
- 1813-1814: Andra republiken Venezuela
- 1819: Gran Colombia grundas. Republien omfattade ungefärligen de nutida staterna Colombia, Panama, Venezuela och Ecuador.
- 1821: Simón Bolívar, som lett de revolutionära styrkorna mot spanjorerna, väljs till president över republiken.[1]
- 1830: Venezuela blir en självständig republik med Caracas som huvudstad.
- 1847–58: Venezuela styrs närapå som en diktatur av José Tadeo Monagas och brodern José Gregorio Monagas.
- 1859: Det federala kriget inleds. Det var ett inbördeskrig mellan konservativa och liberala om monopol och regeringsplatser. Kriget varar till 1863.
- 1864: Venezuelas förenta stater som var namnet på Venezuela fram till 1953 utropas av Juan Crisóstomo Falcón

## 1900-talet: Politisk pakt och ökat oljeberoende
- 1939-1945: Venezuela var officiellt neutralt under större delen av andra världskriget. Men stödde i hemlighet de allierade.
- 1958: Romulo Betancourt väljs till president och militären drar sig ur inrikespolitiken. Punto Fijo-pakten mellan socialdemokratiska Acción Democrática och kristdemokratiska Copei, som går ut på att partierna turas om att regera, inleds. Denna pakt om ett tvåpartisystem för att hålla det kommunistiska partiet borta från makten varade i 40 år.[2]
- 1982: Oljepriserna kraschar varefter Venezuela tvingas söka nödlån från Internationella valutafonden (IMF).[2]
- 1989: Efter påtryckningar från IMF genomförs nyliberala reformer varefter våldsamma upplopp följer.[3][4]
- 1992: Hugo Chávez leder ett kuppförsök mot president Carlos Andrés Pérez.
- 1994: Chávez släpps ut ur fängelset och grundar ett nytt politiskt parti.
- 1998: Hugo Chávez väljs till president. Oljepriset var då lågt, men oljeexporten stod ändå för 85 procent av landets exportinkomster.[2]

## 2000-talet
- 2002: En statskupp försöker avsätta Chávez.
- 2004-2012: Motsvarande 170 miljarder dollar lämnar landet i kapitalflykt.[2]
- 2005: Chávez förklarar att den "bolivarianska revolutionen", som han kallar sitt politiska projekt, är en socialistisk revolution. Men inte i sovjetisk stil, utan genom upprättandet av små autonoma maktcentra med arbetarstyre.[2]
- 2006: Chávez återväljs som president.
- 2007: Fotbollsturneringen Copa América spelas i Venezuela för första gången.
- 2011: Venezuela når semifinalen i Copa America för första gången.
- 2012: Chávez återväljs som president.
- 2013: Chavez avlider i cancer samtidigt som ekonomin är kraftigt dalande. Vicepresident Nicolas Maduro övertar makten.
- 2016: Hyperinflationen når 800 procent i december.[2]